# Peter Schneider (Fußballspieler, 1943)
Peter Schneider (* 1. März 1943) ist ein ehemaliger deutscher Fußballspieler. Nach dem Ende seiner aktiven Karriere, in der er für den SV Waldhof Mannheim über hundert Zweitligaspiele bestritt, war er als Trainer im Jugend- und Amateurbereich tätig.

## Sportlicher Werdegang
Schneider spielte spätestens ab Beginn der 1970er Jahre für den SV Waldhof Mannheim. Mit dem Klub stieg er 1972 aus der 1. Amateurliga Nordbaden in die seinerzeit zweitklassige Regionalliga Süd auf und qualifizierte sich am Ende der Spielzeit 1973/74 – der Klub trug aufgrund einer Sponsoringvereinbarung den Namen SV Chio Waldhof, der Geschäftsführer von Chio (und für das „C“ in Chio relevante Namensgeber) Carlo von Opel war zudem Vereinspräsident – für die neu eingeführte 2. Bundesliga. Dort war der Defensivspezialist in den folgenden vier Spielzeiten Stammspieler an der Seite von Akteuren wie Wolfgang Böhni, Walter Pradt, Paul Steiner, Karl-Heinz Harm, Günter Sebert und Werner Heck. In der Spielzeit 1978/79 rückte er unter Trainer Slobodan Čendić und dessen Nachfolger Georg Gawliczek ins zweite Glied, mit dem Treffer zum 1:1-Unentschieden beim 1. FC Saarbrücken am 31. Spieltag verabschiedete er sich vom Profifußball – am Spieltag zuvor war er SpVgg Fürth per Roter Karte des Feldes verwiesen worden, die Sperre wurde jedoch erst im Nachgang festgesetzt.
Nach 153 Spielen in der 2. Bundesliga, in denen er für die Waldhöfer 14 Tore erzielt hatte, beendete er im Sommer 1979 seine Profikarriere. Später war er im badischen Amateurfußball als Trainer aktiv und führte die TSG Weinheim von der B-Klasse bis in die Verbandsliga Baden. Ab 2000 war er als Jugendtrainer in der 1. Fußballschule Rhein-Neckar tätig. Als passionierter Tennisspieler trat er für die Tennisabteilung des Weinheimer Klubs zudem im Seniorentennis zu Meisterschaftsspielen an.
Sein Sohn Mirko Schneider spielte unter anderem unter Leitung des Vaters für die TSG Weinheim in Verbandsliga und später Oberliga Baden-Württemberg. Später war er lange Zeit als Trainer des SV Unterflockenbach tätig.